# Attorp
Attorp är en by i Molla socken i Västergötland. Den hör till Herrljunga kommun och  Västra Götalands län. Omkring 20 personer bor i byn.